# Ethelbert (prénom)
Pour les articles homonymes, voir Ethelbert.
Ethelbert est un prénom masculin anglais. 

## Étymologie
Ethelbert est dérivé de l'anthroponyme anglo-saxon Æthelbeorht (vieil anglais : Æþelbeorht), composé de l'élément æthel (ou æþel) signifiant « noble », et de l'élément beorht (proto-germanique : *berhtaz) signifiant « brillant, clair », probablement dans le sens d'« illustre ».
Son équivalent français est Adalbert (forme courte : Albert).

## Popularité
Tombé en désuétude comme la plupart des anthroponymes anglo-saxons après la conquête normande de l'Angleterre, il revient à la mode dans le monde anglo-saxon au XIXe siècle mais reste peu fréquent.

## Personnages historiques
Par ordre chronologique
- Ethelbert Ier (mort en 616), roi de Kent, premier souverain anglo-saxon converti au christianisme ;
- Ethelbert II (mort en 762), roi de Kent ;
- Ethelbert, roi de Sussex du VIIIe siècle ;
- Ethelbert d'York, archevêque anglo-saxon d'York ;
- Ethelbert Ier, roi d'Est-Anglie de la deuxième moitié du VIIIe siècle ;
- Ethelbert II (mort en 794), roi d'Est-Anglie ;
- Ethelbert (mort en 865), roi du Wessex de 860 à 865.

## Personnalités contemporaines
Par ordre alphabétique
- Ethelbert Blatter (1877–1934), prêtre jésuite et botaniste suisse ;
- Ethelbert Lort Phillips (1857–1943), naturaliste britannique ;
- Ethelbert Ludlow Dudley (en) (1818–1862), physicien américain ;
- Ethelbert Nevin (1862–1901), pianiste et compositeur américain ;
- Ethelbert Ransom (en), homme politique néo-zélandais ;
- Ethelbert Watts (en) (1846–1919), diplomate américain.

- Pour l'ensemble des articles sur les personnes portant ce prénom, consulter :
  - la liste des articles dont le titre commence par ce prénom
  - les listes produites par Wikidata : Liste des personnes de prénom « Ethelbert » — même liste en incluant les éventuels prénoms composés qui contiennent « Ethelbert ».